# Kurschab
Der Kurschab (russisch Куршаб) ist ein linker Nebenfluss des Syrdarja-Quellfluss Karadarja in Kirgisistan.
Der Kurschab entspringt an der Nordflanke des Alai-Gebirges. Im Oberlauf trägt der Fluss den Namen Gültschö (Гүлчө). Er fließt in nördlicher Richtung durch das Bergland und mündet nach 157 km in den vom Kara-Daryja (Qoradaryo) durchflossenen Andijon-Stausee. Am Flusslauf liegt das Verwaltungszentrum Gültschö. Der Kurschab entwässert ein Areal von 3750 km². Der mittlere Abfluss (MQ) in Mündungsnähe beträgt 24,6 m³/s. Das Wasser des Kurschab wird zur Bewässerung genutzt.